# Киселёва, Иветта Григорьевна
Иветта Григорьевна Киселёва (7 августа 1927, Москва — 7 июня 2006, там же) — советская и российская актриса театра и кино. Народная артистка России (1995).

## Биография
Специального образования не получила. Ещё школьницей занималась в хореографической студии при Центральном Доме пионеров. Позднее, в школе появился драматический кружок, и Иветта, играла в любительских спектаклях.
Попала в артисты почти случайно, по объявлению, прочитанному в 1947 на дверях Московского драматического театра имени Ермоловой. Её учителем был режиссёр А. М. Лобанов.
Проработала в этом театре 58 лет. Сыграла на сцене Ермоловского театра более 50 ролей. Амплуа — деревенские, простые, русские, советские женские роли.
Похоронена на 128-м участке Востряковского кладбища.

## Семья
Первый муж — Георгий Лехциев (1924 — 1969), советский актер Московского театра имени Ермоловой, режиссер.
Второй муж — Павел Шальнов (1926 — 2012), советский и российский актёр. Народный артист РСФСР. В разводе.
Детей не было.

## Творчество

### Роли в театре им. М. Н. Ермоловой (1947 — 2006)
- 1948 — «Счастье» П. А. Павленко, режиссёр: В. Комиссаржевский — Лена Журина
- 1952 — «Ксения» А. А. Волкова, режиссёр: А. А. Гончаров — Ксения
- 1955 — «В добрый час!» В. С. Розова
- 1956 — «Вечно живые» В. С. Розова — Вероника
- 1956 — «Опасный поворот» Дж. Пристли — Олуэн Пиил
- 1969 — «Бешеные деньги» А. Н. Островского — Сумасшедшая барыня
- 1974 — «Прошлым летом в Чулимске» А. В. Вампилова — Хороших
- 1978 — «Деньги для Марии» В. Г. Распутина, режиссёр: В. А. Андреев и Ф. Веригина — Тётка
- «Прибайкальская кадриль» В. Гуркина — Валя
- «Время и семья Конвей» Дж. Б. Пристли — миссис Конвей
- «Воспитанница» А. Н. Островского — Василиса Пелегриновна
- «Дядя Ваня» А. П. Чехова — Соня
- «Женитьба» Гоголя — Арина Пантелеймоновна
- «Молодые годы»
- «Лунная соната»
- «Пролог»
- «В гостях и дома»

## Фильмография
В кино дебютировала в 1950 году в фильме «Далеко от Москвы» (1950).
- 1950 — Далеко от Москвы — Женя Козлова, «неплохой экономист»
- 1955 — Васёк Трубачёв и его товарищи — Екатерина Алексеевна, мачеха Петьки Русакова
- 1957 — Отряд Трубачёва сражается — Екатерина Алексеевна, мачеха Петьки Русакова (нет в титрах)
- 1963 — Человек, который сомневается — Евгения Дуленко, мать Бориса
- 1971 — Телеграмма — Зина Шаломытова, фронтовая подруга Кати Иноземцевой
- 1972 — Я — Робин Гуд (фильм-спектакль) — Раиса Андреевна
- 1974 — Время и семья Конвей (фильм-спектакль) — миссис Конвей
- 1974 — Дарю тебе жизнь (фильм-спектакль)
- 1974 — Лунная соната (фильм-спектакль) — Ермакова, приёмная мать Кости
- 1975 — Принимаю на себя
- 1979 — Москва слезам не верит — тётя Рита, жена профессора Тихомирова
- 1979—1987 Следствие ведут ЗнаТоКи
- 1979 — Следствие ведут ЗнаТоКи. Подпасок с огурцом (Дело N14) — Елена Анатольевна, домоправительница
- 1985 — Следствие ведут ЗнаТоКи. Полуденный вор (Дело N18) — эпизод
- 1985 — Деньги для Марии (фильм-спектакль) — тётка Степанида
- 1986 — Наш черёд, ребята! — эпизод
- 1986 — Накануне отъезда (фильм-спектакль) — Груня, сестра Лесогора
- 1987 — Следствие ведут ЗнаТоКи. Бумеранг (Дело N20) — директор универмага
- 1987 — Сильнее всех иных велений — эпизод
- 1987 — Говори… (фильм-спектакль) — вторая доярка
- 1993 — Территория
- 1994 — Кукольный дом (фильм-спектакль)
- 1998 — Искренне ваш, Георгий Вицин… (документальный, ТВ-фильм)
- 2013 — Женитьба (фильм-спектакль) — Арина Пантелеймоновна, тётка

## Награды
- Заслуженная артистка РСФСР (1954).
- Народная артистка Российской Федерации (1995).
- Почётная грамота Правительства Москвы (24 января 2001 года) — за большие творческие достижения в развитии театрального искусства и в связи с 75-летием со дня основания Московского театра имени М.Н.Ермоловой[2].